# Faverolles-la-Campagne

Faverolles-la-Campagne este o comună în departamentul Eure, Franța. În 1 ianuarie 2022 avea o populație de 154 de locuitori.